# Benidoleig
Benidoleig (en español antiguamente hasta 1857 Benidolig) un municipio y localidad de España, en la comarca de la Marina Alta, al norte de la provincia de Alicante, Comunidad Valenciana. Cuenta con una población de 1219 habitantes (INE 2024).

## Geografía
Se accede a esta localidad por Pedreguer que tiene salida a la autopista AP-7 E-15, por Ondara que tiene salida en la N-332 aunque también se puede desde Orba y la carretera que comunica Pego con Callosa de Ensarriá.
Su término municipal limita con los de Alcalalí, Beniarbeig, Benimeli, Orba, Pedreguer, Ráfol de Almunia, Sanet y Negrals y Tormos.

## Historia
El topónimo Benidoleig parece que proviene del árabe "bani Dulaj" que significa hijos o descendentes de Doleig. Este Dulaj como nombre personal podría proceder a su vez del antropónimo germánico Dolehidus que ya aparece documentado el año 913. 
En su origen fue un alquería árabe de las muchas que se instalaron en la ribera del Girona. Conquistada por el rey Jaime I de Aragón, su primer propietario fue Sancho Piña, infanzón de Jaca, que sirvió a dicho rey en la conquista de Valencia, gracias a su reconocido valor en el sitio del Puig y luego en Valencia Sancho Piña fue premiado con el pueblo de Benidoleig. Posteriormente pasó a manos de Hugo de Cardona, antecesor del marqués de Guadalest. Posteriormente revirtió de nuevo a la Corona y cedido por esta a los duques de Mandas y Vilanova. El año 1260 es adquirida por Joan Crisòstom Julià Figuerola Munyós. Cambia nuevamente de propietarios hasta acabar en manos del Barón de Santa Bárbara. En el momento de la expulsión de los moriscos contaba con unas 50 familias; en 1611 fue repoblada con mallorquines. En 1620 logra el título de baronía. Al ser permutada la parroquia de Tormos por la de Benidoleig, ésta pasó a depender de la rectoría de Orba hasta el año 1802, año en que también logró la independencia municipal respecto de esa población.

## Geografía humana

### Demografía
Cuenta con una población de 1219 habitantes (INE 2024).
| Gráfica de evolución demográfica de Benidoleig entre 1842 y 2021                                                                                                  |
| |
| Población de derecho según los censos de población del INE. Población de hecho según los censos de población del INE.En este censo se denominaba Benidolig: 1842. |

| Nacionalidad | Hombres | Mujeres | Total | %     | Proporción |
| ------------ | ------- | ------- | ----- | ----- | ---------- |
| Española     | 340     | 346     | 686   | 55.6% |            |
| Extranjera   | 266     | 280     | 546   | 44.3% |            |

| País        | Hombres | Mujeres | Total | %     | Proporción |
| ----------- | ------- | ------- | ----- | ----- | ---------- |
| Reino Unido | 125     | 134     | 259   | 47.4% |            |
| Alemania    | 51      | 61      | 112   | 20.5% |            |
| Marruecos   | 7       | 8       | 15    | 2.7%  |            |
| Italia      | 9       | 5       | 14    | 2.6%  |            |
| Rusia       | 5       | 4       | 9     | 1.6%  |            |
| Francia     | 6       | 2       | 8     | 1.5%  |            |
| Colombia    | 2       | 5       | 7     | 1.3%  |            |
| Chile       | 4       | 1       | 5     | 0.9%  |            |
| Rumania     | 2       | 3       | 5     | 0.9%  |            |
| Argentina   | 3       | 1       | 4     | 0.7%  |            |
| Perú        | 2       | 2       | 4     | 0.7%  |            |
| Cuba        | 2       | 1       | 3     | 0.5%  |            |
| Bolivia     | 1       | 1       | 2     | 0.3%  |            |
| Ucrania     | 1       | 1       | 2     | 0.3%  |            |
| Argelia     | 1       | 0       | 1     | 0.1%  |            |
| Brasil      | 0       | 1       | 1     | 0.1%  |            |
| Polonia     | 0       | 1       | 1     | 0.1%  |            |
| Portugal    | 0       | 1       | 1     | 0.1%  |            |

|           | 1900 | 1910 | 1920 | 1930 | 1940 | 1950 | 1960 | 1970 | 1981 | 1991 | 2000 | 2005 | 2006 | 2010 | 2012 |
| --------- | ---- | ---- | ---- | ---- | ---- | ---- | ---- | ---- | ---- | ---- | ---- | ---- | ---- | ---- | ---- |
| Población | 641  | 527  | 678  | 675  | 719  | 703  | 678  | 681  | 725  | 826  | 860  | 1044 | 1113 | 1261 | 1315 |

### Economía
La economía depende de la agricultura y el cultivo más extendido es el de cítricos; también tiene su importancia la producción de pasas para la mistela. En cuanto al turismo existen diversas urbanizaciones donde residen habitantes venidos de toda Europa.

## Política
| Mandato   | Alcalde                                                                                                   | Partido político                          |
| --------- | --- | ----------------------------------------- |
| 1979–1983 | José María Sirera Ballester                                                                               | UCD                                       |
| 1983–1987 | Juan Mengual Arbona                                                                                       | PSPV-PSOE                                 |
| 1987–1991 | Juan Mengual Arbona                                                                                       | PSPV-PSOE                                 |
| 1991–1995 | Juan Mengual Arbona                                                                                       | PSPV-PSOE                                 |
| 1995–1999 | Mª Purificación Far Ballester                                                                             | PSPV-PSOE                                 |
| 1999–2003 | Daniel Mas Galiana                                                                                        | PSPV-PSOE                                 |
| 2003–2007 | Josep Vicent Pons i Peris                                                                                 | BLOC                                      |
| 2007–2011 | Josep Vicent Pons i Peris                                                                                 | BLOC                                      |
| 2011-2015 | Josep Vicent Pons i Peris (2011-2013) María Dolores Ern Agud (2013) Josep Vicent Pons i Peris (2013-2015) | BLOC-Compromís No adscrito BLOC-Compromís |
| 2015-2019 | Pedro Antonio Seguí Caselles                                                                              | PSPV-PSOE                                 |
| 2019-2023 | Pedro Antonio Seguí Caselles                                                                              | PSPV-PSOE                                 |

## Monumentos y lugares de interés

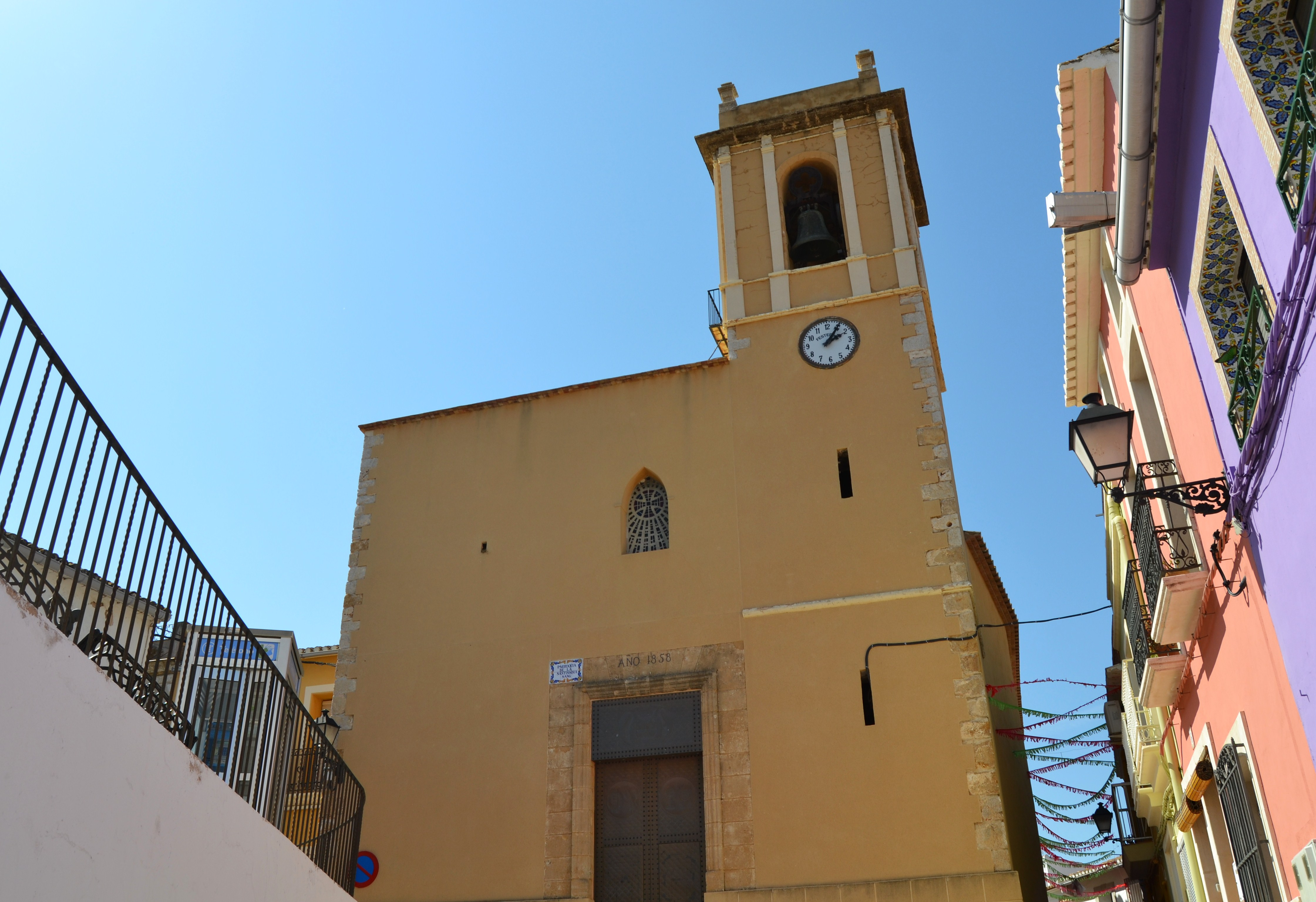
Iglesia parroquial de la Sangre de Cristo

- Casa señorial del Barón de Finestrat. Edificio de interés arquitectónico.

- Iglesia parroquial de la Sangre de Cristo. Edificio de interés arquitectónico.

- Cueva de las Calaveras. A lo largo de sus 300 metros de recorrido, se puede apreciar el valor original de sus estalactitas, estalagmitas y sus preciosas cúpulas de más de 20 metros de altura, Está situada al mismo lado de la carretera de Pedreguer a Benidoleig. Sus vestigios de habitabilidad del Paleolítico medio y superior se remontan desde el 130 000 al 15 000 a. C.

## Fiestas
- Fiestas patronales. Se celebran en honor a Santa Bárbara durante la primera semana de agosto y la segunda semana se hacen espectáculos taurinos durante toda la semana.

## Ciudades hermanadas
- Avigliano Umbro